# Fredensköld
Fredensköld var en svensk och finländsk adelsätt.
Ättens stamfader Nils Hasselbom (1690-1764) var professor vid Åbo akademi. Hans förfäder hade enligt Gabriel Anrep i många generationer varit rusthållare på Backor i Vilske-Kleva socken, medan nyare släktforskning anger att hans far Henrik Hassel  var kyrkoherde på Åland och modern Magdalena Forsman av prästsläkt med värmländskt ursprung. Professor Hasselbom fick tillstånd att besitta Kanckas säteri. Hans första hustru var Sara Meurman som var dotter till bankokommissarien Johan Meurman som ägde hus på Västerlånggatan 54 i Stockholm. Med henne fick han sonen Nils Hasselbom d.y. år 1731. Denne blev hovrättsråd och riddare av Nordstjärneorden. År 1770 adlades han med namnet Fredensköld, och ätten introducerades 1776 på nummer 2065.
Nils Hasselbom Fredensköld var gift två gånger. Hans första hustru Catharina Margareta Cedermarck var Bureättling, och i äktenskapet med henne föddes tretton barn av vilka endast sex fick leva in i vuxen ålder. En dotter, Margareta Helena Fredensköld var gift med presidenten Karl Arvid Hallenborg men fick inga barn. Hennes bror Johan Magnus Fredensköld var kornett men ogift och systern Fredrika Fredensköld avled likaså ogift i Karlstad. De andra systrarna, Johanna Carolina, gifte sig med landshövdingen Nils Silfverschiöld (1751-1822) och Gustafva med statsrådet Johan Magnus Krook. Nils Fredensköld d.y. var den ende som förde ätten vidare på svärdssidan. Deras far gifte om sig två gånger. I det andra äktenskapet föddes inga barn. Hans tredje hustru hette Sophia Albertina Taube och hennes mor tillhörde ätten Armfelt. I det äktenskapet föddes en dotter som var stiftsfröken och ogift, och Reinhold Wilhelm Fredensköld som var fiskal i Åbo hovrätt men avled barnlös.
Den förut nämnde Nils Fredensköld d.y. var överstelöjtnant och riddare av Svärdsorden när Sverige förlorade Finland 1809. Eftersom han var bosatt på den finska sidan, kom ätten därmed att bli utgången i Sverige. Han introducerades på Finlands riddarhus på nummer 147, och blev med tiden direktör över det riddarhuset. Hans hustru hette Anna Edbom, och de fick två döttrar och fyra söner.
Döttrarna Margareta och Sophia Fredensköld gifte sig med Carl Sabel Florus Toll respektive Otto Meinander. Två söner avled späda. Yngste sonen Nils August Fredensköld var underfänrik när han avled i ung vuxen ålder. Äldste sonen Anders Wilhelm Fredensköld var kapten vid Willmanstrandska infanteriregementet, och när han avled 1841 slöt han ätten på svärdssidan. Kanckas tillföll då Margareta Toll som avled där 1845 och slöt ätten på spinnsidan.